# Darwinula aurea
Darwinula aurea är en kräftdjursart. Darwinula aurea ingår i släktet Darwinula och familjen Darwinulidae. Inga underarter finns listade i Catalogue of Life.